# Cristian Pinales
Cristian Pinales (født 2000) er en dominikansk bokser.
Han repræsenterede Den Dominikanske Republik ved sommer-OL 2024 i Paris, hvor han vandt bronze i mellemvægtskategorien.